# یوکیکو اینوی
یوکیکو اینوی (انگلیسی: Yukiko Inui؛ زادهٔ ۴ دسامبر ۱۹۹۰) ورزشکار شنای موزون اهل ژاپن است.
وی در مسابقات کشوری و بین‌المللی در مجموع برندهٔ ۶ مدال طلا، ۸ مدال نقره، ۱۰ مدال برنز شده‌است.